# Theodoros Gabras der Jüngere
Theodoros Gabras (mittelgriechisch Θεόδωρος Γαβρᾶς; † nach 1208) war ein byzantinischer Militärbefehlshaber, der sich nach dem Fall Konstantinopels im Vierten Kreuzzug als quasi-autonomer Herrscher in Amisos etablierte.

## Leben
Theodoros Gabras war ein Angehöriger der aus dem Thema Chaldia stammenden Aristokratenfamilie Gabras, die seit der Regierungszeit Kaiser Alexios’ I. (1081–1118) weitgehend unabhängig von Byzanz die Kontrolle über die pontische Schwarzmeerküste ausübte. Nachdem das Heer des Vierten Kreuzzugs im April 1204 das Byzantinische Reich zerschlagen hatte, nutzte der Dioiketes Gabras den Zusammenbruch der Zentralgewalt, um in Amisos, das kurz zuvor von den Seldschuken zurückerobert worden war, eine quasi-autonome Herrschaft zu errichten. Dabei kam er bald in Konflikt mit den Großkomnenen von Trapezunt, die unter Alexios I. und David Komnenos energisch nach Westen ausgriffen, und dem Lateinischen Kaiserreich, das ebenfalls Ansprüche auf die strategisch wichtige Hafenstadt erhob. 1208 akzeptierte Gabras schließlich die Suzeränität des Kaiserreichs Nikaia unter Theodor I. Laskaris, der ihn als Gouverneur (Dux) bestätigte.